# Kees Akerboom (Basketballspieler, 1952)

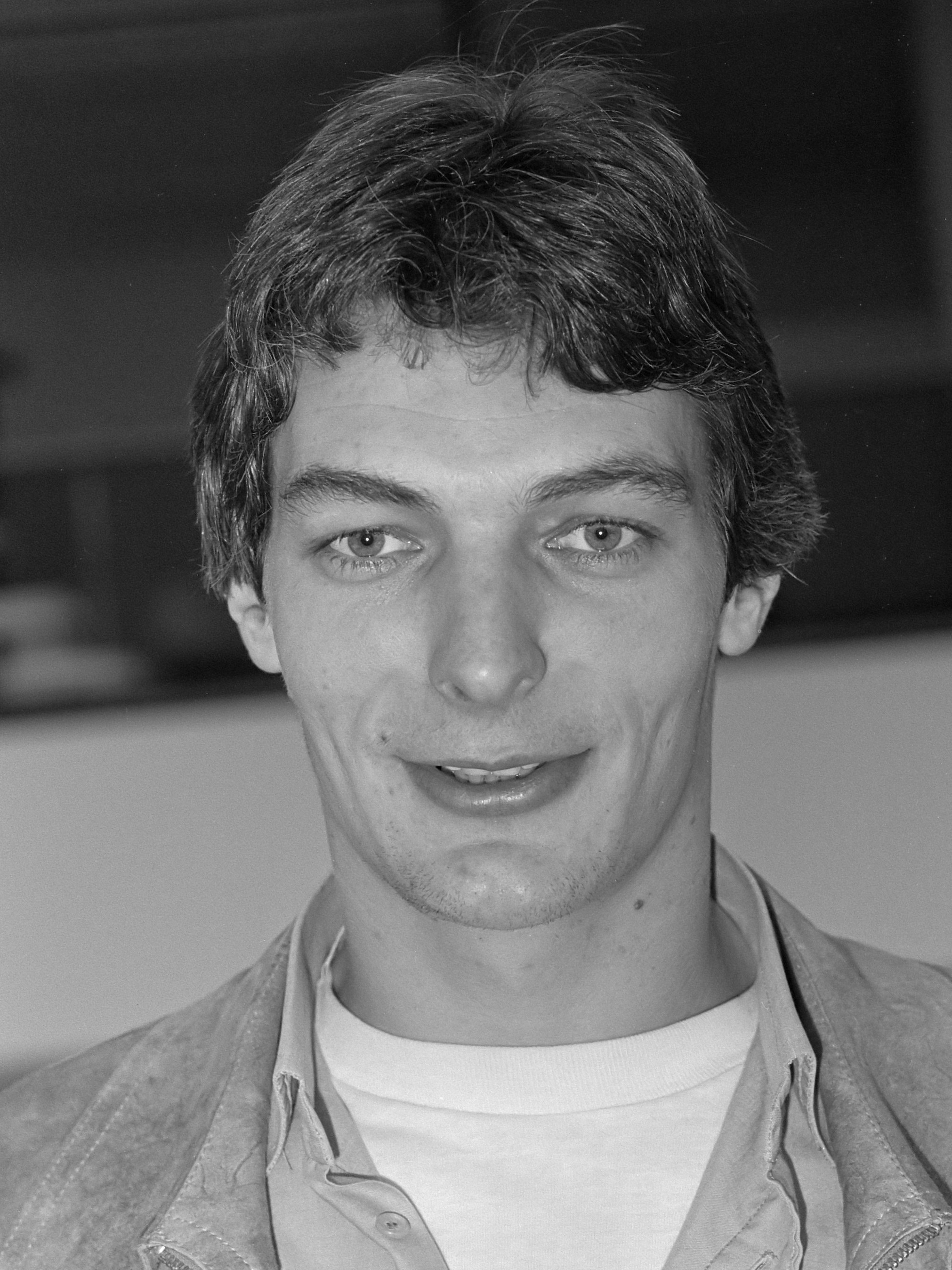
Kees Akerboom (1980)

Kees Akerboom (* 18. April 1952) ist ein ehemaliger niederländischer Basketballspieler.

## Werdegang
Der 2,04 Meter große Akerboom bestritt 186 Länderspiele für die Niederlande. Bei der Europameisterschaft 1977 in Belgien stand er mit 26,4 Punkten je Begegnung an der Spitze der Korbschützenliste. Ferner nahm er an der EM-Endrunde 1979 teil.
Auf Vereinsebene spielte er für Haarlem Flamingo (1968–1975), EBBC Den Bosch (1975–1982, 1983–1985, 1988), Virtus Werkendam (1985) und im Altherrenbereich für Flesbek. Akerboom gewann acht niederländische Meistertitel (1971, 1972, 1973, 1979, 1980, 1981, 1984, 1985) sowie zweimal den Pokalwettbewerb (1970, 1971). 1980, 1982, 1983 und 1985 wurde er als Spieler des Jahres der Eredivisie ausgezeichnet. Seinen höchsten Punkteschnitt in einer Spielzeit erreichte er 1977/78 mit 23,5 je Begegnung. Mit Den Bosch stand er 1979 im Endspiel des Europapokals der Pokalsieger. Akerboom verlor das Spiel mit seiner Mannschaft gegen Gabetti Pallacanestro Cantù aus Italien. Er erzielte im Endspiel 19 Punkte.
Der niederländische Basketballverband ernannte ihn zum Ehrenmitglied, Akerboom wurde des Weiteren mit dem Orden von Oranien-Nassau ausgezeichnet. Sein auch Kees Akerboom genannter Sohn war ebenfalls Basketball-Nationalspieler.